# Jean-Michel Boissier
Pour les articles homonymes, voir Boissier.
Jean-Michel Boissier, né le 27 octobre 1948 à Strasbourg, est un journaliste dans les domaines de la presse écrite et du multimédia, un muséographe et un éditeur français. Il a notamment cofondé l’hebdomadaire Courrier International et a été administrateur de l'association Reporters sans frontières de 1992 à 2021.

## Formation et expositions à la Cité des sciences et de l’industrie
Jean-Michel Boissier est un universitaire de formation littéraire avec une maîtrise de lettres modernes obtenue à l’Université Sorbonne/Censier en 1969  et une licence de linguistique obtenue au Centre universitaire de Vincennes en 1971, suivie d’une vacation au Laboratoire d’automatique documentaire et linguistique (LADL/CNRS) du professeur Maurice Gross à l'Université de Paris 7-Jussieu.
Jean-Michel Boissier devient traducteur littéraire et de science-fiction aux Éditions OPTA (revue  Galaxie), puis à partir de 1974 concepteur-rédacteur publicitaire, en particulier au sein de l’agence Ogilvy & Mather, avant d’intégrer en 1983 les équipes de conception de la Cité des sciences et de l’industrie (CSI), inaugurée le 13 mars 1986, contribuant à la préparation et à la conception de plusieurs expositions, permanentes et temporaires : 
- 1985 : Les Shadoks et l’entropie, série conçue  avec Isabelle Stengers et Jacques Rouxel dans le cadre de l'exposition de préfiguration[2].
- 1985 : Le piano des particules, exposition conçue avec Joël Sternheimer, ex-chanteur Évariste[3].
- 1986 : Matière et travail de l’homme, conçu en équipe[4],[5].
- 1988-1989 :  Mille milliards de microbes, de Pasteur aux biotechnologies , avec Martine Scrive[6]: exposition temporaire déployée en 1988 à la Saline royale d'Arc-et-Senans dans le Doubs ; puis à la CSI en 1999[7].

- 1988-1989 : Vive l'eau !, exposition temporaire[8] avec Jean-Pierre Brazs.

## Courrier International: avant, pendant et après
Au cours des années 1980-1990, Jean-Michel Boissier, qui avait organisé au cours de la décennie précédente (en août 1973) un voyage politico-culturel au Chili avec le journaliste et militant politique Maurice Najman, est associé aux réunions hebdomadaires d'un think tank (le mot est encore peu usité) composé  d'intellectuels engagés à gauche, avec notamment Jacques Rosselin et Maurice Ronai.
Leur première initiative commune sera, en 1985-86, de fonder et d'animer l'association Priorité à gauche (PAG) pour soutenir leur camp dans la perspective des élections législatives du 16 mars 1986.
L'échec de la gauche au lendemain du 16 mars aura deux conséquences inédites dans l'histoire de la Cinquième république : l'arrivée à l'Assemblée nationale de 35 députés d'un parti d'extrême-droite, le Front national, et la première cohabitation entre un président de la République, François Mitterrand, et un gouvernement formé par le leader du parti gaulliste Jacques Chirac, issus l'un et l'autre de camps politiques opposés.
Un an après, les trois compagnons du think tank parisien, qui ont entre temps édité un « Rapport de campagne » récapitulant les opérations d’« agit-prop » menées par PAG, mûrissent un projet inédit dans la presse française, bientôt rejoints par Hervé Lavergne, futur éditeur de Synopsis et de Médias, puis directeur des produits dérivé du quotidien Le Monde, ils conçoivent un hebdomadaire regroupant une sélection d’articles de la presse internationale, traduits en français et mis en perspective. Jacques Rosselin en raconte la genèse dans son blog : « "C’est peut-être le 8 septembre 1987 que Maurice Ronai [et moi] avons esquissé les contours de Courrier International, à la table d’un café de la Bastille, bientôt rejoints par Hervé Lavergne, un compagnon de route de VSD, et Jean-Michel Boissier, qui avait créé Priorité à gauche avec Maurice [Ronai] et moi (il faut vous dire que Priorité à gauche et VSD étaient voisins, rue Paul-Baudry à Paris") »,.
La première édition de Courrier international, initialement financé par la Société générale de Belgique et Pierre Bergé, sort trois ans et deux mois après, jeudi 8 novembre 1990, avec un numéro vendu à 30 000 exemplaires (160 000 exemplaires en 2021). Jean-Michel Boissier prend en charge la traduction, l’édition et l’iconographie de l’hebdomadaire et assure sa présence dans l’audio-visuel en devenant chroniqueur géopolitique et culture pour divers programmes : Continentales sur France 3, Arte, M6, ainsi que dans l'émission La Culture Aussi (LCA) pilotée pendant sept ans sur LCI par l'animatrice et productrice de télévision Daniela Lumbroso. Boissier est également présent sur les ondes des radios France Info, RFI, Europe 2, Nova.
Il est parallèlement (1995-1996) rédacteur en chef des Cahiers de l’Express, l’hebdomadaire appartenant alors à la Générale occidentale, entreprise fondée en 1969 par l'homme d'affaires franco-britannique Jimmy Goldsmith qui avait déjà pris le contrôle de L'Express en 1977 et des Presses de la Cité en 1986. En 1993, la Générale occidentale a racheté Courrier international au groupe Alcatel (qui l’avait lui-même racheté à Pierre Bergé en 1995, ce qui aura pour effet d'entraîner le départ de Jacques Rosselin).
En 1994, Boissier fonde et dirige aux éditions Arléa la collection Courrier international qui publie  la même année deux ouvrages : La Culture gnangnan, l’invasion du politiquement correct, préfacé par Pascal Bruckner, traduction de l'anglais de Culture of complaint : the fraying of America, livre du critique et écrivain australien Robert Hughes, et La Saga Macintosh, enquête sur l’ordinateur qui a changé le monde, traduction de l'ouvrage du journaliste américain Steven Levy :  Insanely Great - The Life and Times of Macintosh The Computer That Changed Everything. Après avoir quitté Courrier international en juin 1997 à la suite du rachat de l’hebdomadaire par Vivendi, il participe à la rédaction de l’Almanach Actuel 2001 (publication du magazine Actuel) aux côtés de Jean-François Bizot, Léon Mercadet et Michel-Antoine Burnier.

## L’Européen, hebdomadaire ambitieux et éphémère
À l’été 1997, Boissier conçoit avec Hervé Lavergne la première maquette du projet de L’Européen, hebdomadaire cofondé par  le quotidien Le Monde et l'hebdomadaire britannique The European et dont la direction de la rédaction est confiée à Christine Ockrent.
L’Européen est détenu à  35% par Le Monde et à 65% par David et Frederick Barclay, deux frères jumeaux et hommes d'affaires britanniques qui avaient racheté en 1992 The European au magnat de la presse Robert Maxwell. Jean-Michel Boissier en est le rédacteur en chef Culture. La journaliste de Libération Odile Benyahia-Kouider, souligne que l’Européen « s'inspire en fait de la formule de Courrier international, l'hebdo de sélection de l'actualité mondiale. Les frères Barclay avaient en effet demandé à Jean-Michel Boissier, l'un des fondateurs de Courrier, de concevoir un nouveau numéro pilote ».
Le premier numéro de L’Européen paraît le 25 mars 1998 avec une projection de diffusion de 80 000 exemplaires la première année,. Mais le nouvel hebdomadaire français ne rencontre pas le succès attendu et se retrouve en difficulté financière quelques mois seulement après son lancement. Jean-Michel Boissier restera en poste, jusqu’à la cessation de sa parution, le 29 juillet 1998.

## Liberté à la Une! De la Gazette[de Renaudot]à Internet, grande exposition au palais Brongniart
« L'histoire est le récit des choses advenues. La Gazette , seulement le bruit qui court. La première est tenue de dire la vérité. La seconde [en] fait assez, si elle empêche de mentir. Cette définition a minima de la presse [proposée] par l'inventeur du métier de journaliste, Théophraste Renaudot, en 1631, trône en exergue de l'exposition Liberté à la Une ! De La Gazette à Internet, qui se déroule au palais Brongniart, sur la place de la Bourse, Paris 2e, jusqu'au 14 mai » peut-on lire dans Le Monde, édition du 29 mars 2000. Jean-Michel Boissier est le commissaire de cette exposition gratuite et ambitieuse, organisée par l'association Cité de la presse et la Mairie de Paris, en collaboration avec Reporters sans frontières, association dont Jean-Michel Boissier est un administrateur depuis 1992. La Fédération nationale de la presse française (qui regroupe l'ensemble des syndicats d'éditeurs) ainsi que les entreprises du secteur ont apporté leur soutien et les ressources nécessaires à sa réalisation.
Liberté à la Une ! …… « retrace l'histoire chaotique de la liberté accordée à la presse » pendant près de quatre siècles, et permet d'« arpenter les grandes étapes des conquêtes et des reculs de la liberté de la presse - la Révolution, Bonaparte, les Trois Glorieuses, la Commune, la loi de 1881, la censure sous la Grande Guerre ». Elle se poursuit « jusqu'à nos jours avec l'explosion des journaux sur le Web ».
L'autocritique et la déontologie du métier de journaliste font aussi partie de la charte de l'exposition « avec un espace consacré aux "Droits et devoirs des journalistes" où plusieurs d'entre eux reviennent (en vidéo) sur quelques entorses à la déontologie dont ils ont été soit à l'origine, soit les victimes manipulées, soit les témoins privilégiés : le charnier de Timisoara (AFP) ; l'intervention de Marguerite Duras dans «l'affaire Grégory» (Libération) (…) Autant de moments d'intox, de dérapages ou de manipulations ».
« Elle est accompagnée par la série télévisée quotidienne [20 fois 6 min], La Une du jour, [produite par Philippe Piani et conçue par Jean-Michel Boissier], programmée pendant la durée de l'expo du 11 avril au 13 mai [2000] sur La Cinquième. Cette série offre une plongée dans l'élaboration des principaux titres de la presse française (quotidiens ou hebdomadaires) »,,,.

### "Préfiguration" d'un musée de la Presse en France?
Pour Jean Miot, qui endossa les postes de président du Conseil de surveillance du Figaro (1993-1996), président du syndicat de la presse parisienne (1986-1996), PDG de l'agence France-Presse (1996-1999), enfin président de La Cité de la presse depuis octobre 1999, donc à ce titre mentor" du projet Liberté à la Une ! De la Gazette à Internet :
« L'exposition donne un avant-goût de ce que pourrait être le musée [de la presse] » ; un concept également cher à un autre acteur dont cette expo est à l'origine : Christian Bailly (1929-2002), ancien journaliste, historien de la presse, grand collectionneur de vieux journaux, affiches, estampes et objets liés aux métiers de la presse (ce qui représente 1,2 million de pièces), auteur de deux livres sur Théophraste Renaudot ; mais aussi fondateur en 1975 de la "librairie/brocante" de journaux anciens et de vieux papiers liés à l'histoire de la presse : La Galcante située alors au fond d'une cour, Rue de l'Arbre-Sec dans le Quartier des Halles, Paris 1er,.
Co-initiateur de l'exposition du palais Brongniart, Christian Bailly rêvait, comme Jean Miot, « de créer en France un musée de la presse, sur le modèle de ceux qui existent aux États-Unis, en Allemagne ou en Belgique ». À terme cette « exposition se veut une préfiguration d'un futur lieu permanent qui rassemblerait site d'expositions, centre de formation, pôle de francophonie, espace de conférences, etc ». Car cette exposition, aussi complète soit-elle, n'est que la préfiguration d'un véritable musée de la Presse. C'est tout au moins le projet des initiateurs et concepteurs de cette manifestation. «  Il est quand même surprenant que Paris, que l'on peut considérer comme l'une des capitales de la presse, soit l'une des seules villes au monde à ne pas posséder de musée de la presse , argumente Jean-Michel Boissier ». Selon le commissaire de l'exposition, il ne s'agit pas (…) de présenter un simple étalage de journaux (…) les promoteurs de cette opération ont de multiples ambitions pour cette future cité (…) À côté d'une partie consacrée au musée proprement dit, alimentée par les collections de Christian Bailly, de nombreuses activités et espaces seraient créés, tant pour les professionnels que pour le grand public.

## Rédacteur en chef
- Sur La Cinquième, il est nommé rédacteur en chef du magazine La Semaine de l’économie, produit par Cinétévé (société de production de films et programmes pour la télévision fondée en 1982, dirigée depuis 2012 par Fabienne Servan-Schreiber)[30]. Le magazine est présenté de 2001 à 2002 par les journalistes Dominique Nora et Gérard Bonos[31].

- À la demande de Jean Labib, président de la Compagnie des phares et balises, Jean-Michel Boissier conçoit puis dirige l'émission Le Blogueur, magazine hebdomadaire européen de 26 min, présenté par Anthony Bellanger, journaliste français né en 1967, successivement (ou parallèlement) chef de l'information à Courrier international, chroniqueur pour Les Inrockuptibles, éditorialiste international sur France Inter[32] et consultant chez BFMTV. Entre 2010 et 2013, plus de 150 numéros du Blogueur seront diffusés sur la chaîne Arte.

## Éditeur
- De 2003 à 2009, il est directeur éditorial aux Éditions Atlas, responsable de plusieurs collections et auteur de certains titres (voir ci-dessous).

### RevueReliefet Prix Carmignac du photojournalisme
- Depuis 2017, Jean-Michel Boissier assure l’édition générale de ‘’Reliefs’’, revue semestrielle d'écologie, géographie et culture[33],[34], ainsi que les expositions et monographies du Prix Carmignac du photojournalisme, coéditées par les éditions Reliefs[35] dont :

- - 2018 « Arctique, la Nouvelle frontière » à la Cité des sciences et de l’industrie en 2018[36] ;

- - 2019 « Amazônia » à la Maison européenne de la photographie et sur les grilles de la Mairie de Paris[37] ;

- - 2020 « Prix Carmignac du photojournalisme : dix ans de reportage à la Villa Carmignac de Porquerolles[38] ;

- - 2021 « Congo in Conversation » (pas d’exposition en 2021 pour cause de pandémie)[39] ;

- - 2022 « Venezuela, The wells run dry », au  Réfectoire des Cordeliers, 15 Rue de l'École de Médecine, à Paris 6e, et sur le Port de Solférino, Quartier Saint-Thomas-d'Aquin, à Paris 7e[40] ;

## Reporters sans frontières & Club de la presse européenne
Jean-Michel Boissier a été administrateur de l’association Reporters sans frontières (RSF) de 1992 à 2012 ; et en a été le trésorier à plusieurs reprises. Il supervise depuis 2014 l’édition des albums 100 photos pour la liberté de la presse publiés trois fois par an par RSF.
En 1999, il fonde le Club de la presse européenne avec l'historien et journaliste russe Andreï Gratchev et le journaliste et écrivain italien Alberto Toscano qui en sera le président,.
Depuis 2004, le Club de la presse européenne, en liaison avec la Maison de l'Europe de Paris, décerne chaque année le Prix de l'initiative européenne à des journalistes ou des médias qui se sont distingués par la qualité de leurs informations et de leurs commentaires sur l’Europe,.
Le Club de la presse européenne ne doit pas être confondu avec le Le Club de la presse Strasbourg Europe, autre association créée en 1978.

## Auteur, traducteur

### Auteur
- Mille milliards de microbes, de Pasteur aux biotechnologies, 1991.- Éditions : Pocket. Jean-Michel Boissier, coauteur avec Martine Scrive (ouvrage paru en relation avec l'exposition éponyme à la Cité des sciences et de l'industrie en 1988-89)[47]
- Secrets et remèdes de l'herboriste , 2003.- Éditions : Atlas[48]
- Le soleil et les planètes , 2006.- Éditions : Atlas, Collection L'atlas des juniors[49]
- Petits Polars du Monde, 2015.- Éditions : Le Monde. Jean-Michel Boissier, journaliste coauteur[50]
- Ella Fitzgerald, les sessions photographiques de Jean-Pierre Leloir , 2019.- Éditions : Glénat, beau-livre de photographies, format 27,5 X 33 cm, textes de Jean-Michel Boissier, préface de Marion Leloir[51]

### Traducteur
- Traducteur littéraire aux Éditions OPTA : revue Galaxie, 1972-1974[52]
- Rêve de fer, 1973.- Éditions OPTA, Collection Anti-Mondes, numéro 9. Traduction du roman américain de Norman Spinrad paru en 1972 sous le titre original The Iron Dream[53]. - Récompense : Prix Apollo en France, année 1974.

## Filmographie
- 1972 : What a Flash! de Jean-Michel Barjol